# 30283 Shirleysmith
30283 Shirleysmith este o planetă minoră (asteroid), cu un diametru de 2,451 km, din centura de asteroizi. A fost descoperită pe 24 aprilie 2000 la Stația Anderson Mesa de Lowell Observatory Near-Earth-Object Search. 
Obiectul prezintă o orbită caracterizată de o semiaxă mare de 2,2773467 UAi, o excentricitate de 0,11, o înclinație de 6,8003 ° în raport cu ecliptica.